# Euptychia squamistriga
Euptychia squamistriga är en fjärilsart som beskrevs av Felder. Euptychia squamistriga ingår i släktet Euptychia och familjen praktfjärilar. Inga underarter finns listade i Catalogue of Life.